# سارا، دوشس یورک
سارا، دوشس یورک، (به انگلیسی: Sarah, Duchess of York) همچنان شناخته شده با نام مستعار فِرگی (به انگلیسی: Fergie)، یک نویسنده، نیکوکار و مجری تلویزیون بریتانیایی است. او همسر سابق شاهزاده اندرو، دوک یورک پسر دوم ملکه الیزابت دوم و شاهزاده فیلیپ، دوک ادینبرو بود.